# Нетно отчитане
Нетно отчитане (на английски: Net metering) е енергийна политика в САЩ отнасяща се до потребителите, които притежават собствени „одобрени мощности“, които обикновено са малки генератори използващи възобновяеми енергийни източници като вятърни турбини и слънчеви панели. Дължимото Net, в този смисъл означава „каквото остане след приспадането“ what remains after deductions – т.е. сумата, която се дължи е за разликата от входящата и изходящата енергия.